# Scottish First Division 1999/2000
Die Scottish Football League First Division wurde 1999/2000 zum 25. Mal als nur noch zweithöchste schottische Liga unter diesem Namen ausgetragen. In der zweithöchsten Fußball-Spielklasse der Herren in Schottland traten in der Saison 1999/2000 10 Klubs in insgesamt 36 Spieltagen gegeneinander an. Jedes Team spielte jeweils viermal gegen jedes andere Team. Bei Punktgleichheit zählte die Tordifferenz.
Die Meisterschaft gewann der FC St. Mirren, der sich damit gleichzeitig die Teilnahme an der Premier-League-Saison 2000/01 sicherte. Neben den Saints stieg auch der Zweitplatzierte Dunfermline Athletic auf. Absteigen in die Second Division musste der FC Clydebank. Torschützenkönig mit 16 Treffern wurde Mark Yardley vom FC St. Mirren.

## Statistiken

### Abschlusstabelle
| Pl. | Verein                           | Sp. | S  | U  | N  | Tore    | Diff. | Punkte |
| --- | -------------------------------- | --- | -- | -- | -- | ------- | ----- | ------ |
| 1.  | FC St. Mirren                    | 36  | 23 | 7  | 6  | 075:390 | +36   | 76     |
| 2.  | Dunfermline Athletic (A)         | 36  | 20 | 11 | 5  | 066:330 | +33   | 71     |
| 3.  | FC Falkirk                       | 36  | 20 | 8  | 8  | 067:400 | +27   | 68     |
| 4.  | FC Livingston (N)                | 36  | 19 | 7  | 10 | 060:450 | +15   | 64     |
| 5.  | Raith Rovers                     | 36  | 17 | 8  | 11 | 055:400 | +15   | 59     |
| 6.  | Inverness Caledonian Thistle (N) | 36  | 13 | 10 | 13 | 060:550 | +5    | 49     |
| 7.  | Ayr United                       | 36  | 10 | 8  | 18 | 042:520 | −10   | 38     |
| 8.  | Greenock Morton                  | 36  | 10 | 6  | 20 | 045:610 | −16   | 36     |
| 9.  | Airdrieonians FC                 | 36  | 7  | 8  | 21 | 029:690 | −40   | 29     |
| 10. | FC Clydebank                     | 36  | 1  | 7  | 28 | 017:820 | −65   | 10     |

Platzierungskriterien: 1. Punkte – 2. Tordifferenz – 3. geschossene Tore – 4. Direkter Vergleich (Punkte, Tordifferenz, geschossene Tore)
| Saison 1999/2000 |

| Zum Saisonende 1998/99 |                                       |
| (A)                    | Absteiger aus der Premier League      |
| (N)                    | Neuaufsteiger aus der Second Division |